# Андуэн
Андуэ́н (фр. Andoins) — коммуна во Франции, находится в регионе Аквитания. Департамент — Атлантические Пиренеи. Входит в состав кантона Пе-де-Морлаас и дю Монтанерес. Округ коммуны — По.
Код INSEE коммуны — 64021.

## География

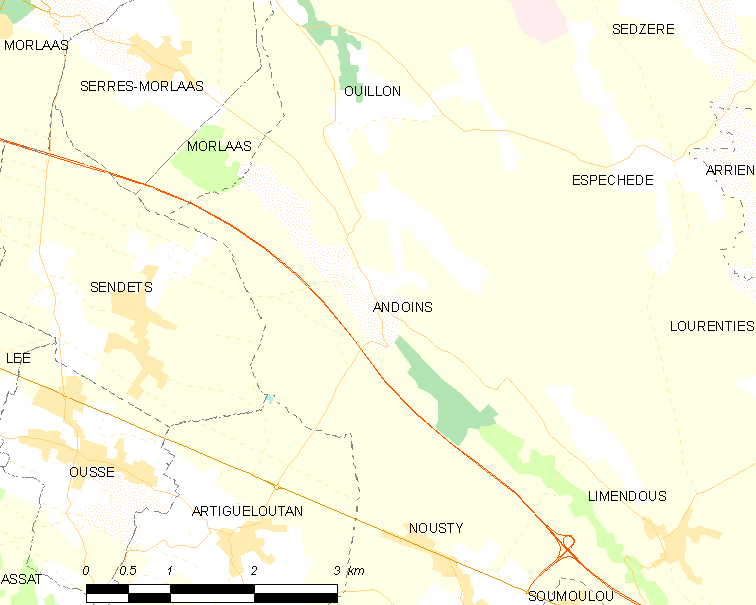
Карта коммуны

Коммуна расположена приблизительно в 650 км к югу от Парижа, в 175 км южнее Бордо, в 12 км к востоку от По.
По территории коммуны протекает река Люи-де-Франс.

### Климат
Климат тёплый океанический. Зима мягкая, средняя температура января — от +5°С до +13°С, температуры ниже −10 °C бывают редко. Снег выпадает около 15 дней в году с ноября по апрель. Максимальная температура летом порядка 20-30 °C, выше 35 °C бывает очень редко. Количество осадков высокое, порядка 1100 мм в год. Характерна безветренная погода, сильные ветры очень редки.

## Население
Население коммуны на 2010 год составляло 628 человек.
| 1962 | 1968 | 1975 | 1982 | 1990 | 1999 | 2010 |
| ---- | ---- | ---- | ---- | ---- | ---- | ---- |
| 329  | 418  | 333  | 469  | 514  | 522  | 628  |

## Администрация
| Период | Период | Фамилия       | Партия                   | Примечания |
| ------ | ------ | ------------- | ------------------------ | ---------- |
| 1995   | 2001   | Жан Габе      |                          |            |
| 2001   | 2014   | Изабель Лаор  | Демократическое движение |            |
| 2014   | 2020   | Кристиан Роше |                          |            |

## Экономика
В 2010 году среди 394 человек трудоспособного возраста (15-64 лет) 293 были экономически активными, 101 — неактивными (показатель активности — 74,4 %, в 1999 году было 67,6 %). Из 293 активных жителей работали 271 человек (135 мужчин и 136 женщин), безработных было 22 (11 мужчин и 11 женщин). Среди 101 неактивных 30 человек были учениками или студентами, 49 — пенсионерами, 22 были неактивными по другим причинам.

## Достопримечательности
- Церковь Св. Лаврентия (XIX век)[4]

## Фотогалерея

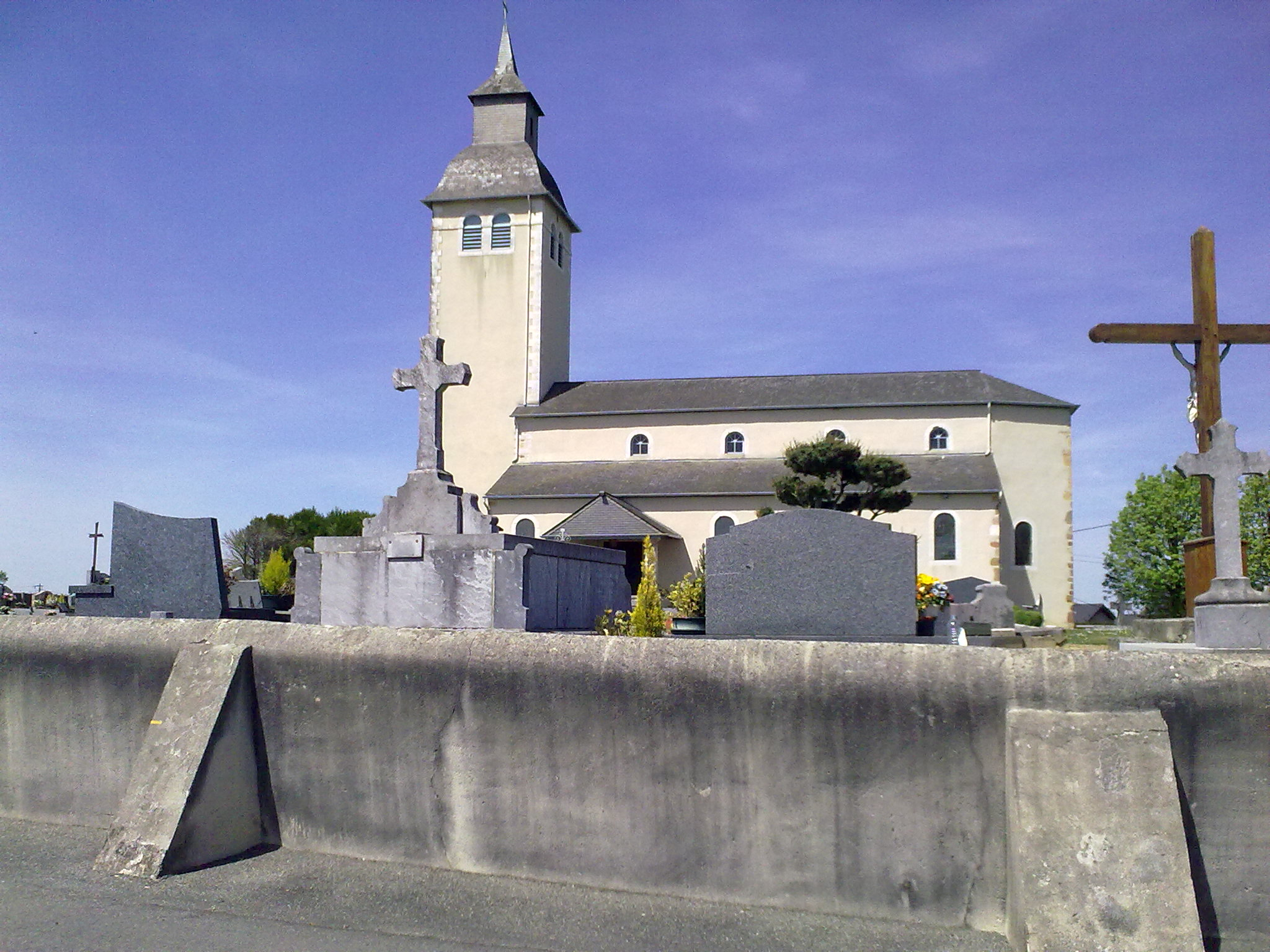
Церковь Св. Лаврентия
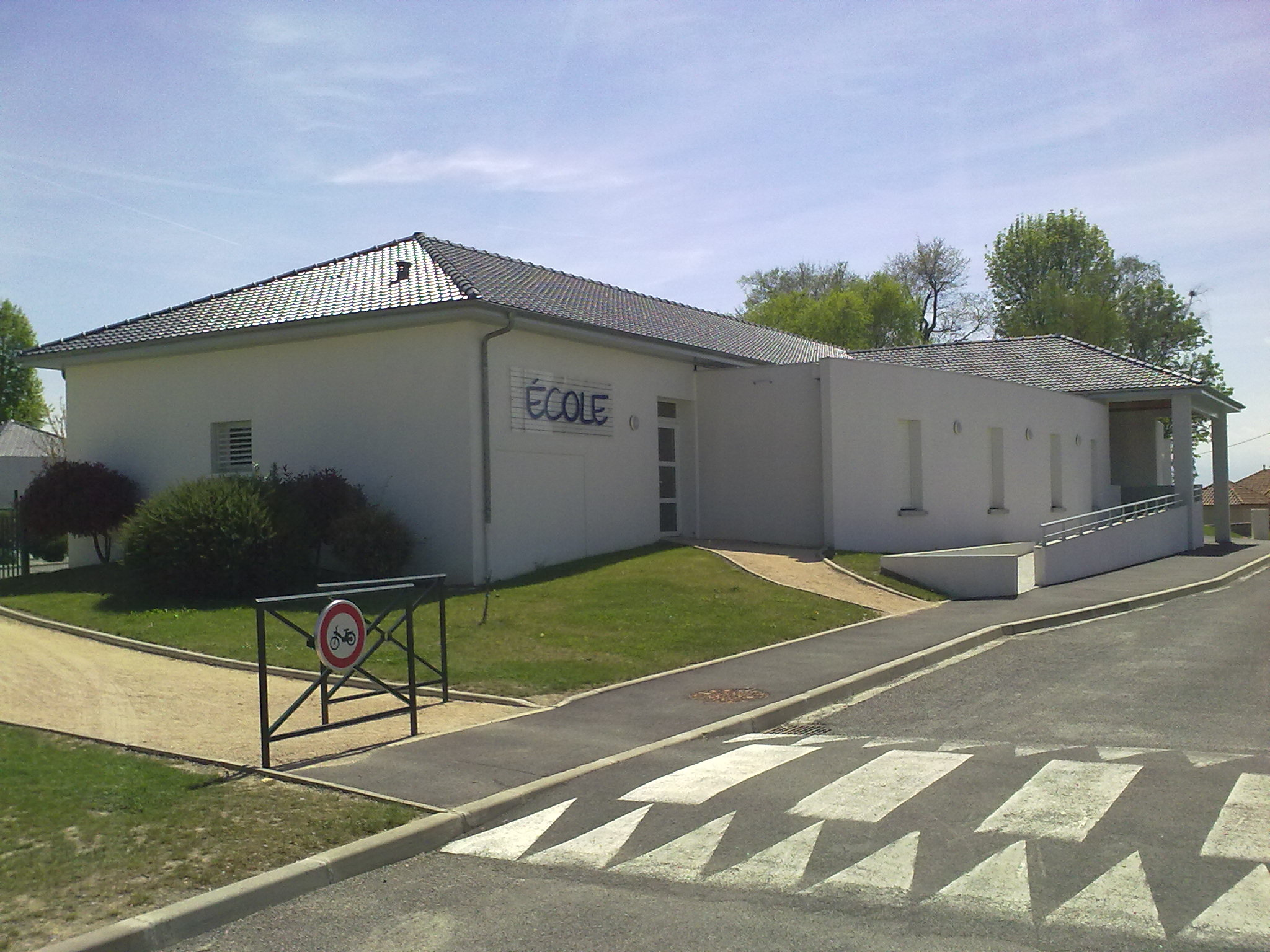
Школа
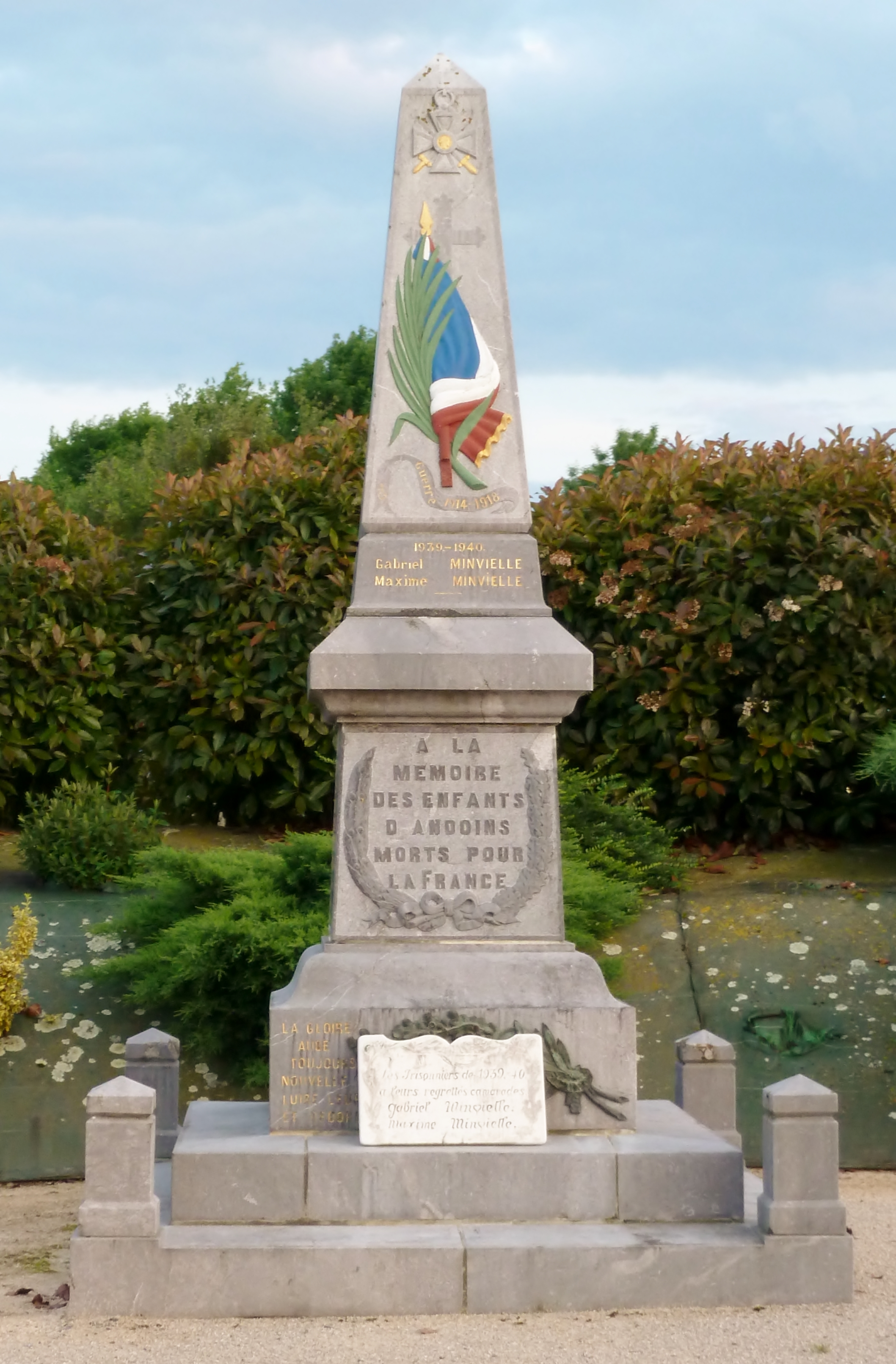
Военный мемориал